# Dorfkirche Markau

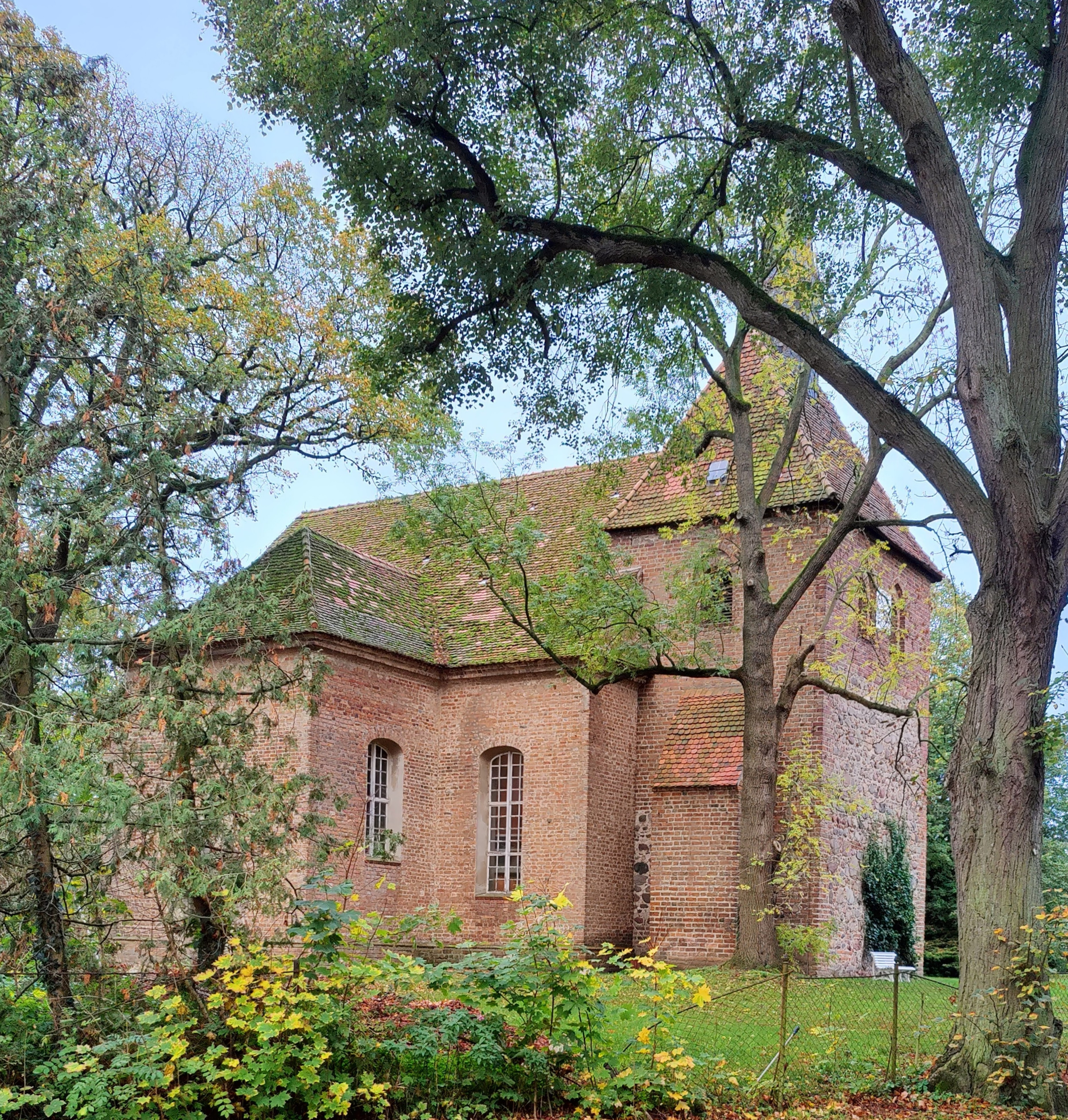
Dorfkirche Markau

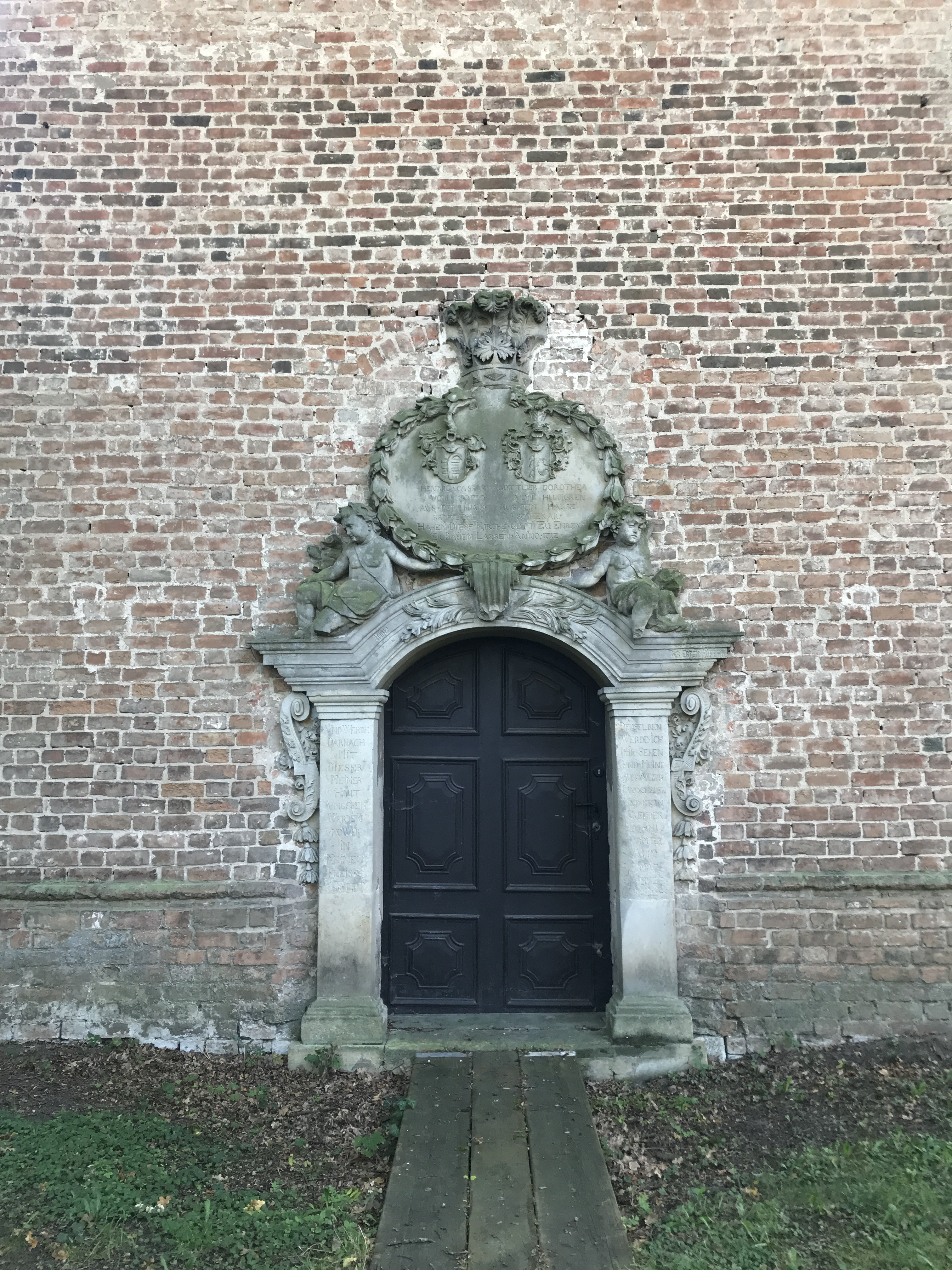
Nordportal

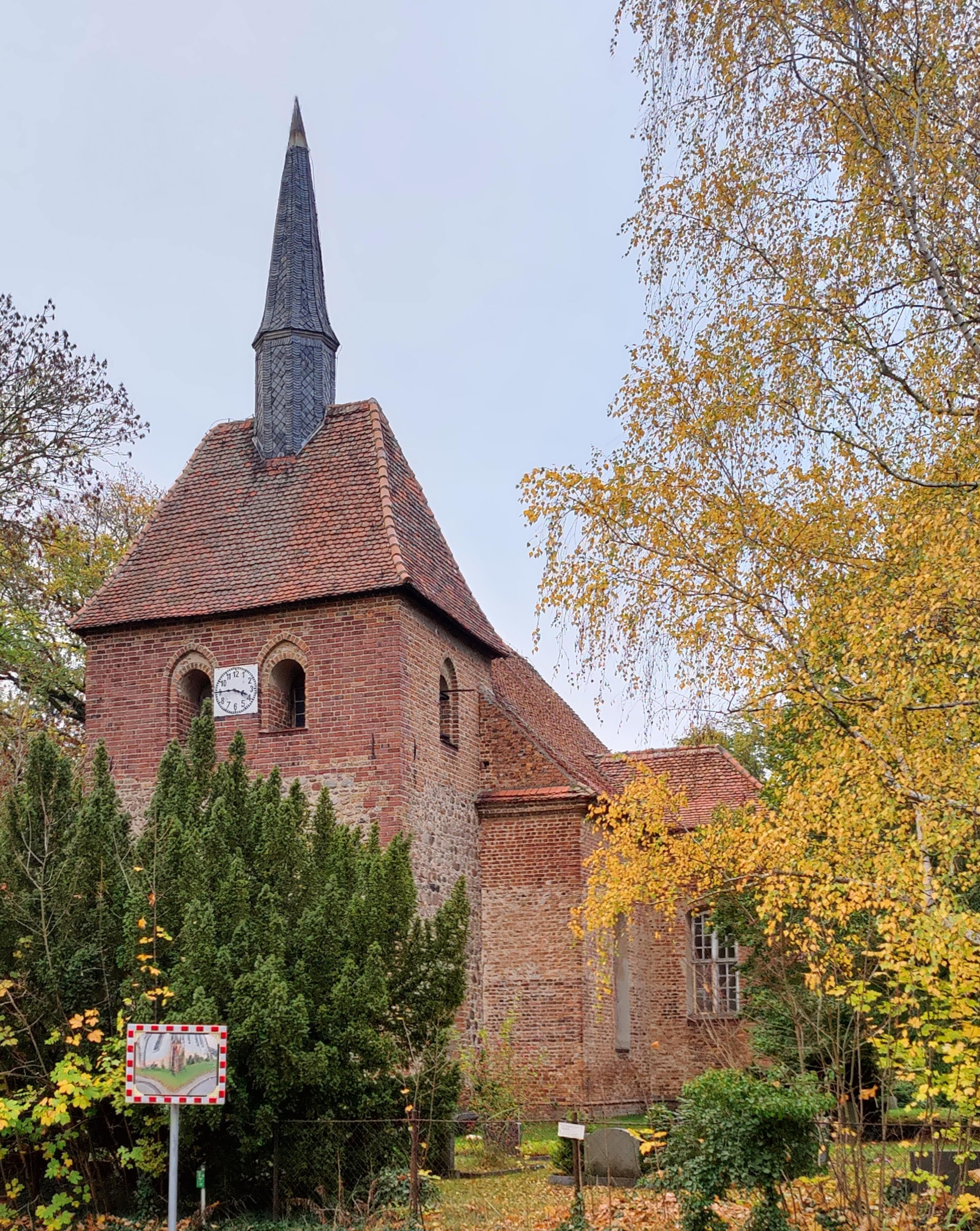
Südwestansicht

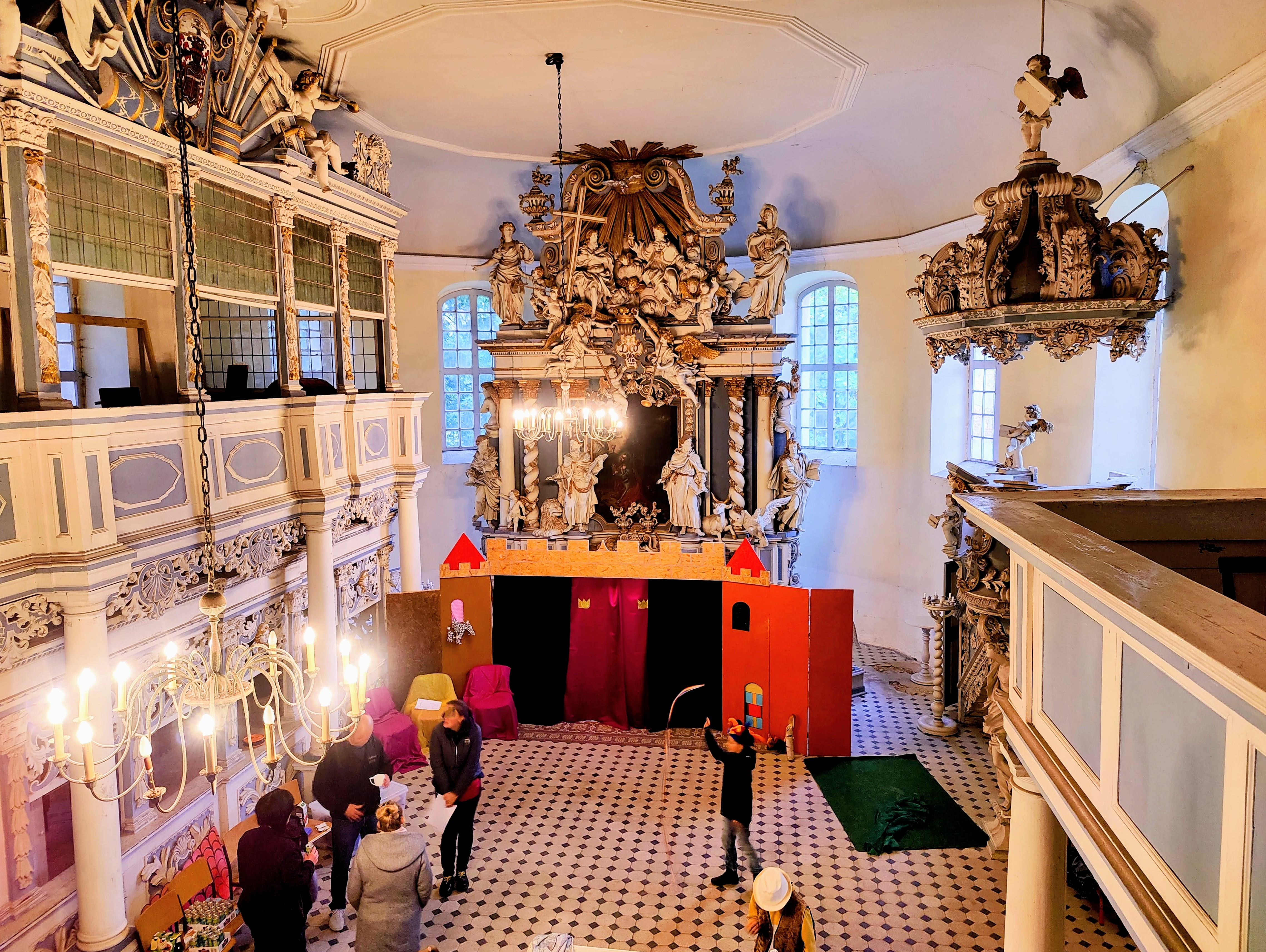
Innenraum (2022)

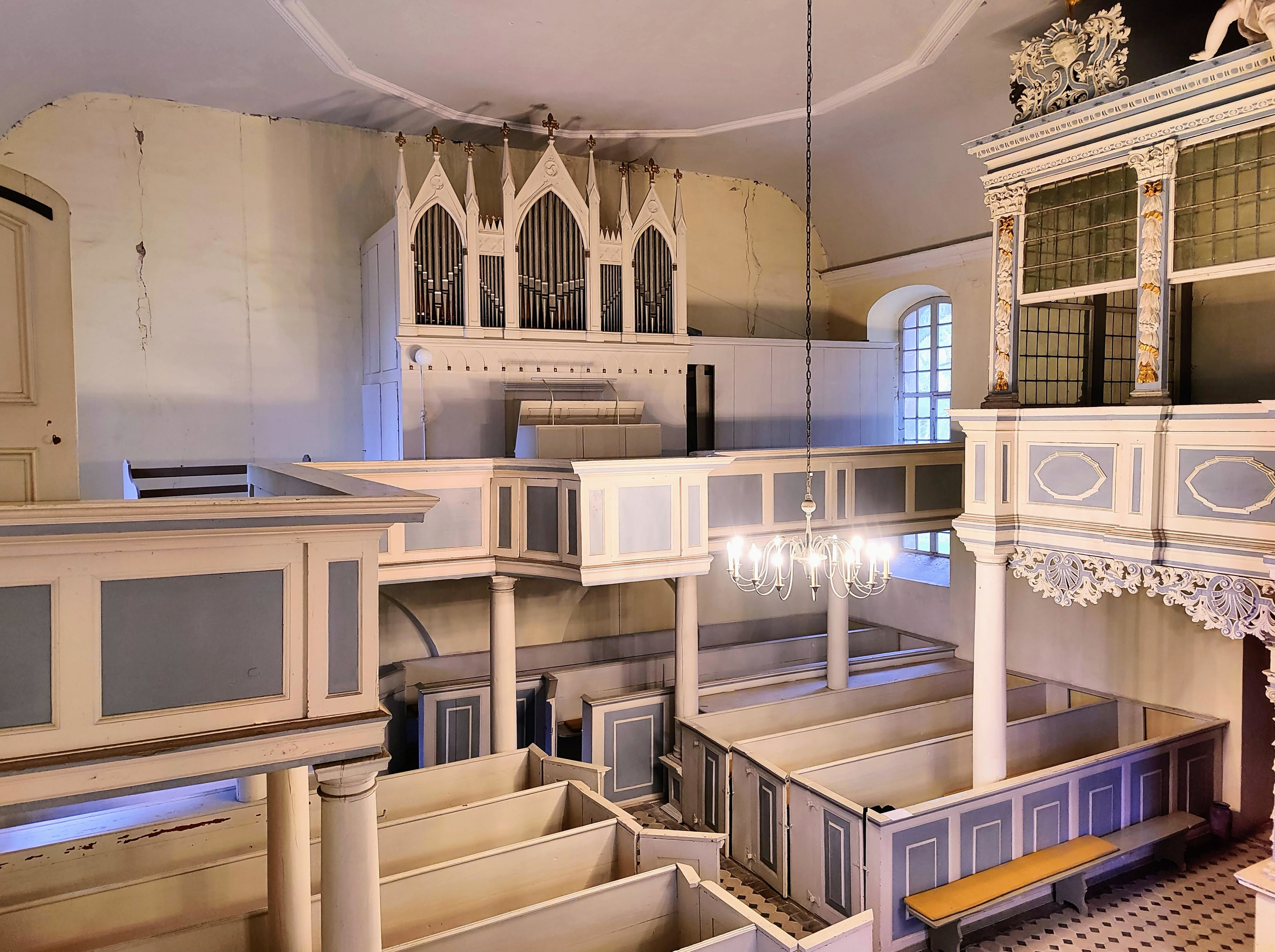
Innenraum, Blick zur Orgel

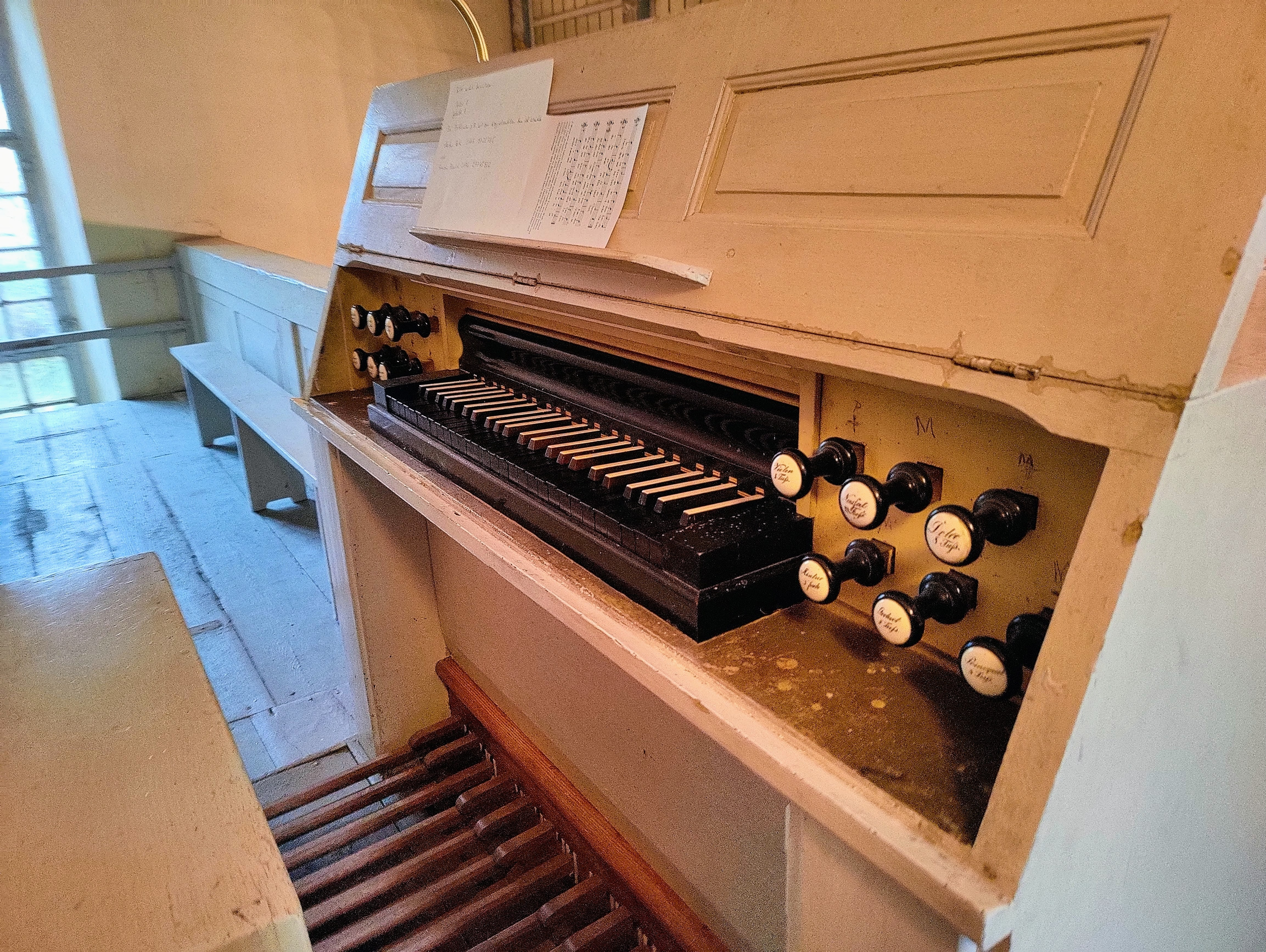
Spielanlage der Orgel

Die evangelische Dorfkirche Markau ist eine barocke Saalkirche im Ortsteil Markau von Nauen im Landkreis Havelland in Brandenburg. Sie gehört zur Kirchengemeinde St. Jacobi (Nauen) im Kirchenkreis Nauen-Rathenow der Evangelischen Kirche Berlin-Brandenburg-schlesische Oberlausitz und ist für ihre aufwändige Barockausstattung bekannt, die als reichste Ausstattung einer Dorfkirche in Brandenburg gilt.

## Lage
Die Markeer Hauptstraße führt von Norden kommend an der Dorfkirche Markee vorbei in südlicher Richtung durch den Ort. Kurz hinter dem Ortseingang Markau vollzieht sie eine S-Kurve, von der nach Osten der Neue Weg abzweigt. Die Kirche steht nördlich dieser Abzweigung auf einem Grundstück mit einem Kirchfriedhof, der mit einem Zaun eingefriedet ist.

## Geschichte
Der Vorgängerbau wurde im Dreißigjährigen Krieg bis auf die Grundmauern des Kirchturms zerstört. Auf diesen Resten entstand in den Jahren 1704 bis 1708 ein Neubau. Die Bauherren waren die Kirchenpatrone Henning Caspar von Bredow und seine Ehefrau Gottliebe Dorothee, geborene Hünicke. Die Kirche ist ein ehemals verputzter Backsteinbau mit fünfseitigem Ostschluss, der im Jahr 1712 vollendet wurde. In diesem Jahr wurde an der Nordseite ein zusätzlicher Eingang geschaffen. Im Jahr 1753 wurde eine Orgel eingebaut, die 1850 jedoch wieder ersetzt wurde. Zwischen 1756 und 1763 erhielt die Kirche eine barocke Kirchenausstattung. In dieser Zeit begann auch der Bau einer Patronatsloge an der Nordseite, die 1763 vollendet wurde.

## Architektur
Das Bauwerk entstand im Wesentlichen aus Backsteinen. Der Chor ist nicht eingezogen und hat einen Fünfachtelschluss. In jedem Feld wurde ein gedrückt-segmentbogenförmiges Fenster verbaut. Am Übergang zum Dach ist eine umlaufende Voute aus Mauerstein angeordnet.
Das Kirchenschiff hatte ursprünglich einen rechteckigen Grundriss. Beidseits des Schiffs sind rechteckige, zweigeschossige Anbauten mit Portalen angeordnet, das nördliche Portal ist mit Sandsteinrahmung versehen, die durch eine ovale, von Putten getragene und mit einem Blütenkranz verzierte Kartusche mit Allianzwappen der Familien von Bredow und Hünicken bekrönt ist. Die Dedikationsinschrift lautet „Henning Caspar von Bredow aus dem Hause Sentecke /  Gottlieb Dorothea von Hünigken aus dem Hause Sotzkar haben diese Kirche Gott zu Ehren erbauen lassen Anno 1712“. An der Nordseite befindet sich zwischen dem Anbau je ein ebenfalls gedrückt-segmentbogenförmiges Fenster. Der zweigeschossige Anbau wurde als Patronatsloge zwischen 1760 und 1763 errichtet. Sie verfügt an der West- und Ostseite je über ein weiteres Fenster. Ein zu einem früheren Zeitpunkt vorhandenes Oberlicht ist mit Mauersteinen zugesetzt.
Der leicht eingezogene, spätgotische Westquerturm ist aus Feldstein gemauert. Er besteht im unteren Bereich aus Feldsteinen, die unbehauen und nicht lagig geschichtet wurden. Diese stammen von einem gotischen Vorgängerbau. An seiner Südseite ist eine rundbogenförmige Blende, in die eine hölzerne, rechteckige Pforte mit einem Oberlicht eingebaut wurde. An der Nordseite ist ein massiver Strebepfeiler angebaut. Das Glockengeschoss besteht aus je einer spitzbogenförmigen Klangarkade an der Nord- und Südseite sowie zwei ebenfalls spitzbogenförmigen Klangarkaden zur Westseite; dazwischen eine Turmuhr. Die Ecken und das Glockengeschoss sind in Backstein erbaut, als Abschluss dient ein quergestelltes Walmdach mit Dachreiter. Gelegentlich wird behauptet, dass es sich beim Vorgängerbau um eine Wehrkirche gehandelt haben soll. Begründet wird dies mit der engen, links gewendelten Treppe und der Tatsache, dass es zwischen Turm und Schiff keine Verbindung gab. Ein Nachweis existiert jedoch bislang nicht.
Das Innere ist mit einer Flachdecke über hoher Voute abgeschlossen, in der Deckenmitte sitzen vier Stuckmedaillons mit Putten. Im Westen ist eine Empore angebracht, die auf die Südseite übergreift.

## Ausstattung
Die ungewöhnlich aufwändige und qualitätvolle Kirchenausstattung wurde durch den Sohn des Henning Caspar in den Jahren 1756–1763 – und damit im Siebenjährigen Krieg –  in reichen Formen aus Holz mit Gipsfassung in Blau-Weiß-Gold geschaffen. Sie ist ein Beispiel für die Übernahme hochbarocker Formen vermutlich niedersächsischer Prägung in eine märkische Dorfkirche. Der Altar ist rund acht Meter hoch und rund sechs Meter breit. Er wurde zwischen 1756 und 1758 errichtet und kostete 282 Taler und 22 Silbergroschen.
Das Altarretabel von 1758 ist mit einem aufwändigen Architekturaufbau und großen reich bewegten, aufeinander bezogenen Einzelfiguren ausgestaltet. Vor der Mittelzone sind Freiskulpturen der vier symboltragenden Evangelisten angeordnet; das Altarblatt zeigt eine Gethsemaneszene, mit einer Ruhmeskartusche mit Fama-Engeln darüber. Unterhalb sind zwei Engel mit einem Weihrauchgefäß sowie die Wappen derer von Bredow und derer von Hünicke. Der überreiche Altarauszug ist mit einer Trinitätsdarstellung versehen, die von zwei allegorischen Freifiguren, Justitia und Fides, begleitet wird. 
Die schwungvoll gestaltete Kanzel von 1760 ist mit einem prächtig geschweiften Kanzelkorb versehen, der von einer bewegten Engelsfigur getragen wird. Der Korb ist mit dem Spruch „Seid Thäter des Wort´s und nicht Hörer allein“ verziert (Jak 1,22 ). Auch der Treppenaufgang und Schalldeckel sind reich geschnitzt und dekoriert mit Akanthus und von Bandelwerk durchzogen. 
An der Nordwand befindet sich die Patronatsloge von 1763, bestehend aus fünfteiliger unterer Loge mit feinem Régenceschnitzwerk an der Brüstung und verglastem, sechsteiligem Überbau auf Säulen, die von einem mittleren Segmentgiebel. Von Bredow, der am Krieg aktiv teilnahm, ließ sein Familienwappen neben kriegerischen Symbolen sowie eine Posaune blasenden Engel abbilden. Das Pfarrgestühl ist in ähnlichen, aber architektonisch gefestigten Formen gestaltet. Im nördlichen Vorbau ist eine Sandsteingrabplatte für Charlotte Margarethe Stürmern († 1755) mit Rokokodekor erhalten. Eine Glocke stammt aus dem 14. Jahrhundert.
Die Westempore greift auf die Südseite leicht über. Die Orgel ist ein Werk von Friedrich Wilhelm Lobbes aus dem Jahr 1875 mit elf Registern auf einem Manual und Pedal, das im Jahr 1928 von Schuke Orgelbau restauriert wurde. Nach längerer Unspielbarkeit erfolgte 2022 eine Sanierung durch Markus Roth.
Zur weiteren Kirchenausstattung gehört ein Taufengel aus der Zeit um 1700, der ursprünglich zur Dorfkirche Rackith (Sachsen-Anhalt) gehörte. Dort hing er ausweislich eines Inventarverzeichnisses aus dem Jahr 1727 vor dem Altar. Der Engel schwebte und kniete zugleich. Die rund 1,33 m hohe Figur stürzte um 1830 ab und wurde dabei stark beschädigt. Anschließend wurde der Engel restauriert und sollte in die Dorfkirche Oehna gelangen, kam jedoch nach Markau. Nach einer Neufassung im Jahr 1965 wurde er in der Dorfkirche Markau neu aufgehängt. Inzwischen wurde er am Boden abgestellt. In seiner linken Hand hält er eine Muschelschale, während sich in seiner rechten, nach oben weisenden Hand vermutlich ein Palmzweig befand.